# ゲット・レディー
『ゲット・レディー』（Get Ready)とはイギリスのバンドニュー・オーダーが2001年に発表したアルバムである。

## 解説
スタジオ・アルバムとしては1993年の『リパブリック』以来実に8年振りとなる。
それまで水面下で続いていたメンバー間の確執は『リパブリック』の制作段階で表面化した後も治まらず、1993年イギリスのライヴ・イヴェント「レディング・フェスティバル」のライヴを最後にメンバーが集まることはなく、ベストアルバム『ザ・ベスト・オブ・ニュー・オーダー』『ザ・レスト・オブ・ニュー・オーダー』の2枚がリリースされた以外にニュー・オーダーについての活動は全くなかった。
しかし20世紀の終わりが迫った1998年、それまでソロ活動を続けていた突然4人が同じ「レディング・フェスティバル」で再び結集し、ニュー・オーダーとしてライヴを行った。後にリリースされるCD-BOXセット『レトロ』のライナーノーツの中では、1993年のライヴの後はメンバー誰もが口をきかなくなり、この時点で解散を意識していたような発言や、この1998年のライヴがバンド再結成だったとの発言も見られる。
その後もライヴ（2001年には来日しフジ・ロック・フェスティバルにも参加）や、映画『ザ・ビーチ』に新曲「ブルータル」を提供するなど精力的に活動を続け、21世紀を迎えた2001年にリリースされたのがこのアルバムである。なおこのアルバムに先駆けてリヴァプールでライヴを行っているが、この時点からジリアン・ギルバートはニュー・オーダーの活動には参加しなくなり（それ以前もライヴに参加しないことがあった）、この年正式に脱退が発表された。彼女の脱退の理由はスティーヴン・モリスとの間に出来た子供が難病を抱えており育児に専念するためであった。またアルバム・レコーディング中に彼らの前身であるジョイ・ディヴィジョン時代からマネージャーを務めていたロブ・グレイトンが死去したことなどもアルバムリリース遅延の要因であった。
アルバム収録曲の「ターン・マイ・ウェイ」にはスマッシング・パンプキンズのビリー・コーガン、「ロック・ザ・シャック」にはプライマル・スクリームのボビー・ギレスピーとアンドリュー・イネスがそれぞれ参加、ロック色の濃いアルバムとなっている。アルバムからは「クリスタル」「60マイルズ・アン・アワー」がシングルカットされた。
アルバムリリース後次々とライブ活動をこなす彼らだったがメンバー間の確執は根強く、次のスタジオアルバム『ウェイティング・フォー・ザ・サイレンズ・コール』リリース後、ついにメンバーとの仲間割れに発展してしまうことになる。
アルバムは全英アルバムチャートで6位を記録。

## 収録曲
1. クリスタル - Crystal - 6:51
2. 60マイルズ・アン・アワー - 60 Miles an Hour - 4:34
3. ターン・マイ・ウェイ - Turn My Way - 5:05
4. ヴィシャス・ストリーク - Vicious Streak - 5:40
5. ピリミティヴ・ノーション - Primitive Notion - 5:43
6. スロー・ジャム - Sooner Than You Think - 4:53
7. ロック・ザ・シャック - Rock the Shack - 4:12
8. サムワン・ライク・ユー - Someone Like You - 5:42
9. クロース・レンジ - Close Range - 4:13
10. ラン・ワイルド - Run Wild - 3:57
11. ビハインド・クローズド・ドアーズ - Behind Closed Doors - 5:24

※ワーナーミュージック・ジャパンからリリースされた日本国内盤による。最後の「ビハインド・クローズド・ドアーズ」は日本盤ボーナストラックであり、海外ではシングル「クリスタル」にカップリング曲として収録された。ちなみに「クリスタル」の日本盤シングルにはこの曲の代わりに前述の1998年の「レディング・フェスティバル」のライブ音源から4曲が収録されている。またこのライブ音源についてはDVD作品「New Order 316」でその演奏の様子を見ることが出来る。

## 制作
- 作詞・作曲・編曲 - ニュー・オーダー
- プロデューサー - スティーブ・オズボーン、但し「ビハインド・クローズド・ドアーズ」はニュー・オーダー＆アーサー・ベイカー
- エンジニア - ブルーノ・エリンガム、アンドリュー・ロビンソン
- カバー・アート・ディレクション – ピーター・サヴィル

## チャート
| チャート（2001年）               | 最高順位 |
| -------------------------------- | -------- |
| イギリス（全英アルバムチャート） | 6        |